# Epilessia
L'epilessia (dal greco ἐπιληψία, "essere preso, colto di sorpresa") è una condizione neurologica caratterizzata da ricorrenti manifestazioni dette "crisi epilettiche". Una crisi epilettica è una scarica parossistica, ossia improvvisa, di una popolazione di neuroni che contraggono tra loro sinapsi reciproche. Questi eventi possono avere una durata abbastanza breve, tanto da passare quasi inosservati (solamente in rari casi), oppure possono prolungarsi per lunghi periodi. La presenza di una singola crisi epilettica non è sufficiente per fare diagnosi di epilessia. L'epilessia si definisce, infatti, come una condizione clinica in cui le crisi epilettiche sono ricorrenti o è presente un alto rischio di ricorrenza. In alcuni casi sindromi epilettiche età-dipendente si osservano nei bambini durante stati febbrili. In questi casi l'epilessia generalmente va in remissione con la progressiva maturazione dell'encefalo. Le sindromi epilettiche sono invece una costellazione di sintomi epilettici che sono sempre associati e che mostrano sintomi clinici (es tipo di crisi, eziologia, risposta alla terapia antiepilettica) e pattern EEG tipici, consentendo di distinguerle in diverse sindromi epilettiche.
Nella maggior parte dei casi, l'eziologia non è nota, alcuni individui possono sviluppare un'epilessia su base genetica, altri come risultato di alterazioni strutturali o metaboliche. Lesioni cerebrali a seguito di ictus, tumori, traumi cranici, l'uso di droghe e alcol, encefalopatie ipossico-ischemiche possono favorire la comparsa di epilessia. Anche alcune rare mutazioni genetiche sono associate allo sviluppo di epilessia.
In genere la diagnosi viene effettuata attraverso l'EEG e l'analisi dei dati clinici e anamnestici. Nel caso di ipotesi di epilessia secondaria vengono utilizzate tecniche di neuroimaging come la TAC o la RMN per identificare la causa delle crisi epilettiche.
Gli attacchi epilettici vengono generalmente controllati tramite farmaci in circa il 70% dei casi. In coloro che non rispondono alla terapia farmacologia si può fare ricorso alla chirurgia, alla neurostimolazione o a cambiamenti nell'alimentazione. Non tutti i casi di epilessia sono permanenti e molte persone possono andare incontro a miglioramenti tali da non rendere più necessari i farmaci. Circa l'1% della popolazione mondiale soffre di epilessia e quasi l'80% dei casi si riscontra nei Paesi in via di sviluppo. Nel 2013, l'epilessia ha causato 116 000 decessi, in aumento rispetto ai 111 000 del 1990. L'epilessia è più frequente nei bambini e negli anziani.

## Storia

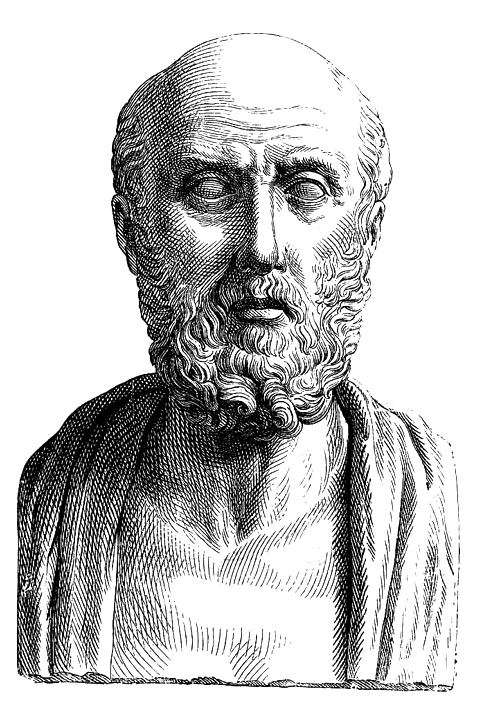
Ippocrate di Coo, descrisse l'epilessia nel V secolo a.C.

Il termine epilessia deriva dal greco antico ἐπιληψία, epilēpsía, che viene da ἐπιλαμβάνειν, epilambánein, che significa "prendere, prendere possesso, cogliere", che a sua volta proviene dalla combinazione di ἐπί (epì) "sopra", e λαμβάνειν (lambanein), "prendere".
In passato, l'epilessia era associata a esperienze religiose e di possessione, anche demoniaca. Nei tempi antichi, l'epilessia era conosciuta come la "malattia sacra" (ἱερὰ νόσος, morbus sacer) (come fu descritta nel V secolo a.C. da Ippocrate di Coo), poiché si pensava che le crisi epilettiche fossero una forma di attacco da parte di demoni, o che le visioni sperimentate dai pazienti fossero dei messaggi degli dei. Tra le famiglie animiste Hmong, ad esempio, l'epilessia è stata intesa come un attacco di uno spirito maligno, ma la persona interessata potrebbe diventare venerata come uno sciamano, grazie a queste esperienze ultraterrene.
In un capitolo di un libro di medicina babilonese, Sakikku, risalente al 2000 a.C. circa e composto, sono presenti molte descrizioni di condizioni che oggi riconosciamo come crisi epilettiche. Tali scritti insistono sulla loro natura soprannaturale, mentre il testo ayurvedico Charaka Samhita (circa 400 a.C.) descrive l'epilessia come "apasmara", vale a dire come "perdita di coscienza".
Nella maggior parte delle culture, le persone con epilessia venivano stigmatizzate, evitate o addirittura imprigionate. Presso Salpêtrière, il luogo di nascita della neurologia moderna, Jean-Martin Charcot trovò l'epilessia comune nei disabili psichici, negli affetti da sifilide cronica e nei pazienti psichiatrici criminali. In Tanzania, nel 2012, come in altre parti dell'Africa, l'epilessia viene associata a possessione da parte di spiriti maligni, alla stregoneria o all'avvelenamento. Molti ritengono che possa essere una condizione contagiosa. Nella Roma antica, l'epilessia era conosciuta come il comitialis morbus (ma anche maior morbus e divinus morbus) ed era vista come una maledizione degli dei: qualora una crisi fosse sopravvenuta durante un comizio, ne avrebbe provocato l'interruzione essendo di cattivo auspicio. La malattia era considerata contagiosa e si riteneva che lo sputo fungesse da difesa nei confronti di essa.
La stigmatizzazione sociale è perdurata fino all'epoca moderna, sia per quanto riguarda la sfera pubblica sia per quella privata, ma i sondaggi suggeriscono che questo atteggiamento si sta affievolendo nel tempo, soprattutto nel mondo sviluppato. Ippocrate osservò che l'epilessia avrebbe cessato di essere considerata di origine divina solo il giorno in cui fosse stata capita.

## Epidemiologia
L'epilessia è uno dei più comuni disturbi neurologici gravi. Circa il 3% delle persone riceveranno, nel corso della loro vita, una diagnosi di epilessia. L'epilessia è generalmente più frequente nei bambini piccoli e negli anziani, mentre si riduce negli adulti. Patologie congenite, infezioni congenite e problemi metabolici o traumatici (ad es. trauma da parto) spiegano la maggior incidenza dell'epilessia nei pazienti più giovani. Negli anziani il maggior rischio di epilessia è in genere associato a fenomeni di degenerazione cerebrovascolare. I tumori, e la conseguente epilessia, sono più probabili nelle persone oltre i 40 anni, mentre i traumi cranici e le infezioni del sistema nervoso centrale possono verificarsi a qualsiasi età. La prevalenza dell'epilessia attiva è approssimativamente compresa tra le 5 e le 10 persone su 1 000. Un 5% degli individui sperimenta un episodio di convulsione non febbrile a un certo punto della propria vita. La prevalenza dell'episodio epilettico una tantum è relativamente alto, poiché la maggior parte dei pazienti smette di avere crisi epilettiche o (meno comunemente) ne muore. L'incidenza annuale dell'epilessia è di 40-70 casi per 100 000 persone nei Paesi industrializzati e di 100-190 per 100 000 in Paesi più poveri di risorse. Le persone più svantaggiate negli aspetti socio-economici sono a maggior rischio. Nei Paesi industrializzati, il tasso di incidenza è diminuito nei bambini ma è aumentato tra gli anziani, nel corso dei tre anni precedenti al 2003, per motivi non del tutto chiariti.
Il numero medio di persone con epilessia varia da regione a regione:
- 12,59 per 1000 persone nelle Americhe,
- 11,29 in Africa,
- 9,97 in Sud-est asiatico,
- 9,4 nel Mediterraneo dell'Est,
- 8,23 in Europa,
- 3,66 nel Pacifico.

Il numero medio di persone con epilessia varia dalle 7,99 nelle regioni ad alto reddito (high-income country), alle 9,50 delle nazioni a basso reddito (low-income country).

## Eziologia
L'epilessia può quindi avere differenti cause genetiche, metaboliche o da altri eventi patologici acquisiti. Tra le cause acquisite si possono includere: traumi cranici, ictus, encefalopatie ipossico-ischemiche, tumori, malattie neurodegenerative e danni al cervello in seguito a un'infezione dell'encefalo o delle meningi. Nel 60% dei casi la causa è considerata sconosciuta o idiopatica. L'epilessia causata da fattori genetici si presenta più comunemente nella fascia più giovane della popolazione, mentre i tumori cerebrali e gli ictus sono riscontrabili più frequentemente nelle persone anziane.
Le convulsioni possono verificarsi anche in conseguenza di altri problemi di salute; se si verificano da una causa specifica, come un ictus, un trauma cranico, l'ingestione di sostanze tossiche o in seguito a problemi relativi al metabolismo, esse sono note come crisi epilettiche sintomatiche acute e appartengono a una più ampia classificazione dei disturbi convulsivi, piuttosto che all'epilessia in sé.

### Genetica
Si ritiene che la genetica sia coinvolta nella maggior parte dei casi. Alcuni rari casi (tra l'1% e il 2%) di epilessia sono dovuti a un singolo difetto genetico; la maggior parte sono da imputarsi all'interazione di più geni difettosi. Di ogni difetto genetico ve ne sono 200 descritti in proposito. La maggior parte dei geni coinvolti sono direttamente o indirettamente coinvolti nei canali ionici. Questi includono geni stessi canali ionici, gli enzimi e i recettori accoppiati a proteine G.
Nei gemelli omozigoti, se uno di essi è affetto dalla condizione, vi è una probabilità del 50-60% che anche l'altro ne sia colpito. Nei gemelli eterozigoti questo rischio scende al 15%. Tali rischi sono maggiori nei soggetti con crisi generalizzate piuttosto che con crisi parziali. Se entrambi i gemelli sono interessati, il più delle volte hanno la stessa forma di sindrome epilettica (70-90%). Altri parenti stretti di una persona con epilessia presentano un rischio cinque volte superiore a quello della popolazione generale. Tra l'1% e il 10% di coloro che presentano la sindrome di Down e il 90% degli individui con la sindrome di Angelman soffre anche di epilessia.

### Epilessia acquisita
L'epilessia può verificarsi come risultato di una serie di altre condizioni mediche, come: tumori, ictus, traumi cranici, infezioni precedenti del sistema nervoso centrale, anomalie genetiche e a causa di un qualche danno cerebrale intercorso al momento della nascita. Tra coloro che presentano tumori cerebrali quasi il 30% accusa attacchi epilettici, arrivando a rappresentare circa il 4% dei casi di epilessia. Il rischio è maggiore per i tumori che si formano nel lobo temporale e quelli a crescita più lenta. Altre lesioni dovute alla presenza di masse, come l'emangioma cavernoso cerebrale e le malformazioni artero-venose comportano un innalzamento del 40-60% del rischio di incorrere nell'epilessia. Tra coloro che hanno avuto un ictus cerebrale, tra il 2% e il 4% sviluppano l'epilessia. Tra il 6% e il 20% dei casi di epilessia sono probabilmente conseguenti a un trauma cranico. Una lieve lesione cerebrale aumenta il rischio di circa due volte mentre una grave lesione lo aumenta di sette volte. In coloro che hanno riportato una ferita alla testa da arma da fuoco, il rischio è di circa il 50%.
Il rischio di epilessia in seguito a un episodio di meningite è inferiore al 10% e la condizione provoca più comunemente convulsioni durante l'infezione stessa. Nel caso di encefalite da herpes simplex il rischio di attacchi epilettici è di circa il 50% con un alto rischio di sviluppare un'epilessia dopo la guarigione (fino al 25% dei casi). L'infezione da taenia solium, che può evolvere in neurocisticercosi, è la causa di quasi la metà dei casi di epilessia nelle aree del mondo dove il parassita è comune. L'epilessia può avvenire anche dopo altre infezioni cerebrali come la malaria cerebrale, la toxoplasmosi e la toxocariasi. L'uso cronico di alcol aumenta il rischio di epilessia. Altri rischi includono la malattia di Alzheimer, la sclerosi multipla e la sclerosi tuberosa e l'encefalite autoimmune. Essere vaccinati non aumenta il rischio di epilessia. La malnutrizione è un fattore di rischio per lo più visto nei Paesi in via di sviluppo, anche se non è chiaro se si tratta di una causa diretta o una correlazione.

### Classificazione eziologica
È possibile classificare le epilessie in base alle cause che le hanno generate.

#### Epilessia genetica
Detta in precedenza epilessia idiopatica è considerata come diretta conseguenza di uno o più noti o presunti difetti genetici. Le crisi rappresentano quindi la manifestazione di un disordine di tipo genetico che può essere ereditato. Nei familiari di un paziente con epilessia il rischio di sviluppare egli stesso il disturbo è circa del 6%. Nell'epilessia genetica il disturbo non è secondario a nessun'altra condizione patologica. La trasmissione può riguardare un singolo gene o un'interazione tra più geni in relazione all'ambiente. Un esempio di epilessia genetica è la sindrome di Janz, che colpisce prevalentemente le bambine, e che è caratterizzata da crisi molto rapide soprattutto al mattino.

#### Epilessia strutturale/metabolica
Epilessia le cui cause sono attribuibili a problemi strutturali (anatomici) del cervello o a problemi di natura metabolica. Il danno è dovuto a danni ischemici, emorragici, traumatici oppure legato a malformazioni congenite.

#### Epilessia da causa ignota
In questo caso non si conosce ancora la causa dell'epilessia, potrebbero esserci cause genetiche o strutturali che non sono però indagabili con gli attuali strumenti diagnostici. Questa terza categoria è in graduale decremento con lo sviluppo della tecnologia diagnostica e delle indagini genetiche.

## Fisiopatologia
L'attività elettrica del cervello normalmente non è sincrona. Essa è regolata da vari fattori sia all'interno dei neuroni sia nell'ambiente cellulare. I fattori neuronali interni includono il tipo, il numero e la distribuzione dei canali ionici, le modifiche ai recettori e l'espressione genica. I fattori esterni al neurone sono correlati alla concentrazioni degli ioni, alla plasticità sinaptica e alla regolamentazione del rilascio dei neurotrasmettitori da parte delle cellule gliali.

### Epilessia
L'esatto meccanismo sottostante all'epilessia non è in sé noto, ma si conosce abbastanza bene la fisiopatologia a livello cellulare, tuttavia non si è ancora stabilito in quali circostanze nel cervello si viene a verificare un'eccessiva sincronizzazione dell'attività neuronale che poi porta all'attacco epilettico.
Nei casi di epilessia, la resistenza dei neuroni eccitatori agli stimoli appare diminuita durante il periodo di una crisi. Ciò può verificarsi a causa di cambiamenti nei canali ionici o nel non corretto funzionamento dei neuroni inibitori. Questo si traduce poi in una specifica area da cui le crisi epilettiche possono svilupparsi. Un ulteriore meccanismo che porta all'epilessia può essere dovuto alla regolazione "up" dei circuiti neuronali eccitatori o la regolazione "down" dei circuiti inibitori, seguito di un danno al cervello. Tali epilessie secondarie avvengono attraverso processi noti come "epilettogenesi". La compromissione della barriera emato-encefalica può anche essere un meccanismo causale, in quanto consentirebbe alle sostanze presenti nel sangue di entrare nel cervello.

### Attacchi
Vi sono prove che dimostrano che le crisi epilettiche non sono solitamente eventi casuali, ma che spesso sono causate da fattori come la mancanza di sonno, lo stress, luci lampeggianti o rumori improvvisi. "soglia epilettogena" è il termine usato per indicare la quantità dello stimolo necessario perché si verifichi un attacco. Nei pazienti epilettici tale soglia appare molto più bassa rispetto alla popolazione sana.
Nelle crisi epilettiche un gruppo di neuroni incominciano a funzionare in modo anormale improvvisamente, e in modo sincronizzato. Ciò provoca un'onda di depolarizzazione, nota come spostamento depolarizzante parossistico. Normalmente, dopo che un neurone ha avuto una scarica elettrica, esso diventa più resistente per un certo tempo ad altre scariche elettriche. Ciò è dovuto in parte all'effetto dei neuroni inibitori, per i cambiamenti elettrici stessi all'interno del neurone e per gli effetti negativi dell'adenosina.
Le crisi parziali hanno origine in un solo emisfero del cervello, mentre le crisi generalizzate incominciano in entrambi. Alcuni tipi di crisi sono in grado di modificare la struttura del cervello, mentre altri sembrano sortire un effetto minore. La gliosi, la perdita neuronale e l'atrofia di specifiche aree del cervello sono correlate all'epilessia, ma non è chiaro se essa provochi queste condizioni o se esse ne siano la causa.

## Clinica

### Definizione
Ad oggi non c'è ancora unanime consenso per una definizione univoca di epilessia. Una delle più autorevoli e recenti definizioni è quella dell'International League Against Epilepsy che definisce epilettica una persona che soddisfa una delle seguenti condizioni:
- Almeno due crisi non provocate (o riflesse) che si verificano a distanza di più di 24 ore.
- Una crisi non provocata (o riflessa) e una probabilità di sviluppare una seconda crisi almeno pari al 60%.

L'epilessia è considerata risolta per le persone con una sindrome epilettica età-dipendente e che ora hanno superato l'età di rischio o per coloro che sono rimasti liberi da crisi negli ultimi 10 anni, senza farmaci antiepilettici negli ultimi 5 anni.
Al 2014, l'epilessia viene definita come il verificarsi di due o più crisi epilettiche, separate da più di 24 ore, senza che vi sia causa chiara. Per attacco epilettico si intende invece una situazione provvisoria in cui si manifestano i sintomi derivanti da un'attività elettrica anomala all'interno del cervello. Può essere anche vista come una condizione in cui i pazienti hanno avuto almeno una crisi epilettica, con un permanente rischio di incorrere in un altro episodio o in una sindrome epilettica.
L'International League Against Epilepsy e l'International Bureau for Epilepsy, che collaborano come partner dell'Organizzazione mondiale della sanità, definiscono l'epilessia nella loro dichiarazione congiunta del 2005 come "un disordine del cervello caratterizzato da una duratura predisposizione nel generare crisi epilettiche e dalle conseguenze neurobiologiche, cognitive, psicologiche e sociali di questa condizione. La definizione di epilessia richiede il verificarsi di almeno un attacco epilettico".

### Segni e sintomi
L'epilessia è caratterizzata da un rischio a lungo termine di attacchi epilettici ricorrenti. Tali disturbi possono presentarsi in vari modi a seconda della parte del cervello che risulta coinvolta e dall'età della persona.

#### Attacco epilettico

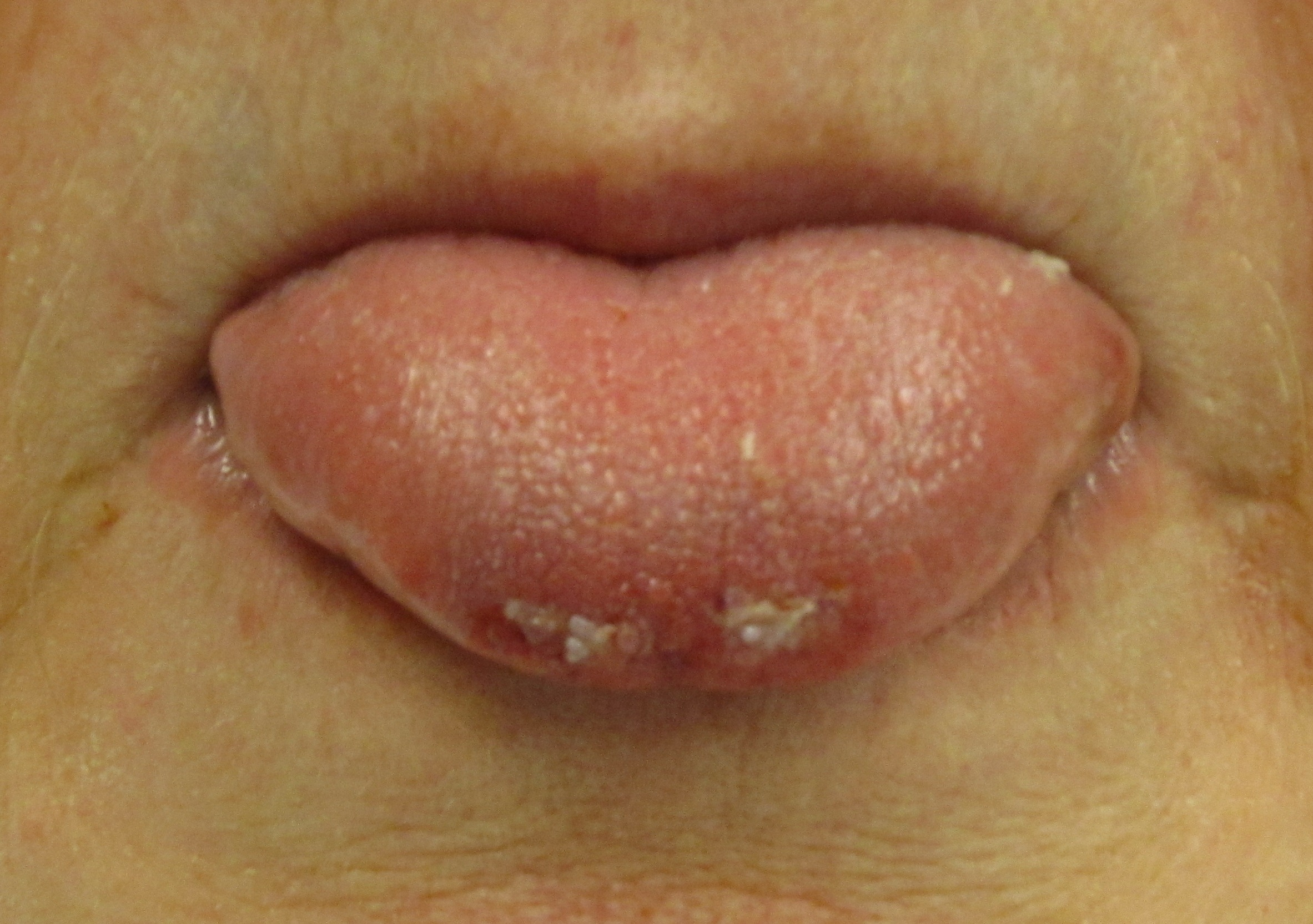
Morso alla punta della lingua a causa di un attacco epilettico

La crisi epilettica è un evento parossistico tramite il quale l'epilessia si manifesta, causato dalla scarica improvvisa eccessiva e rapida di una popolazione più o meno estesa di neuroni che fanno parte della sostanza grigia dell'encefalo (definizione di John Hughlings Jackson). L'aggregato di neuroni interessati dalla scarica viene definito "focolaio epilettogeno". La crisi epilettica viene anche definita attacco epilettico ed è possibile categorizzare le epilessie in base al tipo di attacco epilettico che manifesta (vedi classificazione).
Esistono diversi tipi di attacco epilettico che possono riguardare tutto o solo una parte dell'encefalo. Il tipo più comune (circa il 60%) degli attacchi epilettici è quello di tipo convulsivo. Di questi, un terzo incomincia come crisi convulsive toniche e crisi convulsive cloniche, dette anche "crisi generalizzate" o "grande male", che originano da entrambi gli emisferi del cervello. I due terzi, invece, incominciano con crisi parziali semplici o complesse che originano su di un unico emisfero cerebrale e che possono poi tuttavia progredire a crisi epilettiche generalizzate. Il restante 40% degli attacchi epilettici è di tipo non-convulsivo. Si tratta dell'assenza tipica o "piccolo male" che si presenta come una perdita di contatto con l'ambiente con una durata massima di circa 20 secondi.
Le crisi parziali sono spesso precedute da una tipica esperienza, nota come aura. Questa può includere manifestazioni sensoriali (visive, uditive e/o olfattive). Spasmi improvvisi possono cominciare in un gruppo muscolare specifico per poi diffondersi ai muscoli circostanti. Possono, inoltre, verificarsi improvvisi automatismi: questi sono attività motorie non-consapevolmente eseguiti e inerenti per lo più a semplici movimenti ripetitivi come schioccare le labbra o attività più complesse come il tentare di raccogliere qualcosa. Nelle crisi generalizzate invece la perdita di contatto con la realtà è sempre presente.
Le crisi toniche si presentano con un'iniziale contrazione degli arti con un inarcamento della schiena della durata variabile tra i circa 10 e i 30 secondi. Un grido può essere emesso a causa della contrazione dei muscoli del torace. Questa fase è seguita nelle crisi tonico-cloniche da uno scotimento all'unisono degli arti (fase clonica). Al termine delle crisi potrebbero essere necessari 10-30 minuti affinché la persona torni alla normalità: questo periodo è chiamato "fase post-critica" o "fase di risoluzione". La perdita di controllo della vescica o dell'intestino possono verificarsi durante una crisi. Nel corso di una crisi ci si potrebbe mordere le labbra, l'interno delle guance o molto più frequentemente, la lingua. I morsi alla lingua sono generalmente non presenti nelle convulsioni psicogene non epilettiche, mentre negli attacchi tonico-clonici i morsi ai lati della lingua risultano più frequenti rispetto alla punta.
Circa il 6% degli epilettici accusano convulsioni che spesso sono innescate da eventi specifici; questa condizione è nota come epilessia riflessa. Coloro che soffrono di questo particolare disturbo presentano episodi convulsivi che vengono attivati solo da stimoli specifici. I fattori scatenanti più comuni possono essere le luci lampeggianti e i rumori improvvisi. In alcuni tipi di epilessia, gli episodi convulsivi accadono più frequentemente durante il sonno e a volte quasi esclusivamente.
Si può parlare anche di crisi non epilettiche, qualora causate da agenti esterni quali terapia elettroconvulsivante (TEC, il comune "elettroshock"), o farmaci convulsivanti. A volte può essere difficile per un non specialista differenziarle dalla sincope, dalla crisi isterica e dalla simulazione.
Le crisi epilettiche possono manifestarsi in alcune patologie come la sclerosi tuberosa di Bourneville.
Altre sindromi:
- Sindrome di West: caratterizzata da spasmi infantili in estensione, in flessione e fulminei accompagnati da movimenti del capo. Oltre a questi spasmi c'è ritardo psicomotorio e ipsaritmia (onde lente e punte di grande ampiezza). Colpisce bambini fino a 7 mesi e la prognosi non è buona se la diagnosi è tardiva.
- Sindrome di Lennox-Gastaut: colpisce bambini tra 1 e 7 anni caratterizzata da sintomi crisi toniche e atoniche frequenti. La terapia non è efficace e si associa ritardo mentale.
- Sindrome di Landau-Kleffner: caratterizzata da afasia acquisita, agnosia uditiva oltre a caratteristici attacchi epilettici.

##### Fase post-critica
Dopo la fase attiva di un attacco, vi è tipicamente un periodo di confusione denominato "fase post-critica" o "di risoluzione", che avviene prima che ritorni un livello normale di coscienza. Essa dura generalmente dai 3 ai 15 minuti ma può prolungarsi per ore. Altri sintomi comuni includono una sensazione di stanchezza, mal di testa, difficoltà a parlare e un comportamento anormale. Un episodio di psicosi dopo l'attacco è relativamente comune e si verifica nel 6-10% delle persone. Negli attacchi epilettici generalizzati e in quelli parziali complessi non c'è ricordo di quello che è successo l'attacco. La debolezza localizzata, nota come paralisi di Todd, può avvenire anche dopo una crisi parziale. Quando si verifica dura tipicamente da alcuni secondi a qualche minuto, tuttavia raramente può durare anche per un giorno o due.

### Sindromi epilettiche
I casi di epilessia possono essere classificati in sindromi epilettiche per le caratteristiche specifiche che si presentano. Queste includono, tra le altre, l'età di esordio degli attacchi, la tipologia delle crisi, i tracciati EEG. L'identificazione di una sindrome epilettica risulta utile, in quanto consente di determinare le cause di fondo così come di scegliere i farmaci più indicati.
La possibilità di classificare un caso di epilessia all'interno di una sindrome specifica è più facilmente possibile con i bambini, in quanto comunemente l'insorgenza degli attacchi epilettici è piuttosto precoce. Alcuni esempi meno gravi sono l'epilessia benigna rolandica (2,8 casi per 100 000), l'assenza tipica dell'infanzia (0,8 casi per 100 000) e l'epilessia mioclonica giovanile (0,7 casi per 100 000). Sindromi gravi con disfunzione cerebrale diffusa vengono anche indicate come encefalopatie epilettiche. Queste sono associate con crisi frequenti resistenti al trattamento e da gravi disfunzioni cognitive, come nel caso della sindrome di Lennox-Gastaut e della sindrome di West. Si ritiene che la genetica svolga un ruolo importante nelle epilessie per una serie di meccanismi e alcuni modelli di ereditarietà genetica semplici e complessi sono stati identificati. Tuttavia, i tentativi di screening estesi non sono riusciti a identificare singole varianti geniche di grande effetto. Studi più recenti e il sequenziamento del genoma hanno permesso di cominciare a comprendere una serie di mutazioni responsabili di alcune encefalopatie epilettiche, tra cui quelle dei geni CHD2 e SYNGAP e di DMN1, GABBR2, FASN e RyR3.
Le sindromi le cui cause non sono chiaramente identificate, sono difficili da abbinare alle categorie della classificazione corrente dell'epilessia. In queste casi la categorizzazione è stata fatta un po' arbitrariamente. La categoria "idiopatica" (causa sconosciuta) della classificazione nel 2011 include sindromi di cui le caratteristiche cliniche generali e/o l'età puntano fortemente a una causa genetica presunta.

### Classificazione semeiologica
Attraverso le diverse tipologie di crisi epilettica è possibile categorizzare le diverse forme di epilessia. La Lega Internazionale Contro l'Epilessia (ILAE) classifica le epilessie in diversi gruppi:

#### Crisi epilettiche parziali o focali
Sono forme epilettiche che rimangono confinate in una determinata area cerebrale e rappresentano circa il 60% delle forme epilettiche. Si distinguono a loro volta in base alla perdita o meno del soggetto dello stato di coscienza, ossia della capacità di rispondere agli stimoli ambientali e di ricordare quello che è accaduto. Le epilessie focali possono quindi essere definite "semplici" quando non è c'è perdita di contatto con la realtà e "complesse" quando invece questa è presente, accompagnata da amnesia e non responsività all'ambiente. Nel caso in cui le crisi inizino come semplici e poi alterino la coscienza si definiscono "secondariamente complesse".
Le crisi parziali possono avere diverse manifestazioni sintomatologiche dipendenti dall'area cerebrale colpita dalla crisi. Possiamo quindi avere:
- segni motori con alterazioni nella postura, nella motricità o nella capacità di vocalizzare
- segni sensoriali con alterazioni visive, uditive, olfattive e gustative
- segni autonomici come la presenza di pallore o di rossore o disturbo epigastrico
- segni psichici come illusioni, allucinazioni, sogni lucidi e alterazioni emotive

I segni osservati dipendono dal gruppo neuronale che viene interessato dalla crisi epilettica.

#### Crisi epilettiche generalizzate
Sono forme epilettiche che coinvolgono tutto il sistema nervoso centrale grazie alle connessioni talamo-corticali . Nelle forme di epilessia generalizzata è sempre presente una perdita di contatto con la realtà e un'impossibilità a rispondere agli stimoli ambientali. Possono essere suddivise in due grandi capitoli, le crisi non convulsive e convulsive.

##### Crisi generalizzate non convulsive
Le crisi non convulsive sono comunemente conosciute come "assenze". Durante le assenze i soggetti perdono il contatto con la realtà, non rispondono agli stimoli, e possono mostrare movimenti automatici masticatori o fini mioclonie palpebrali. Le assenze definite tipiche sono improvvise, di breve durata (3-5 secondi) e all'esordio di epilessia sono frequenti (10-20 episodi durante la giornata). Le assenze atipiche hanno un inizio e una fine meno repentino delle assenze tipiche e più frequentemente è associata una riduzione del tono muscolare. Nei bambini i picchi di insorgenza sono tre e sono tra i 3 e i 5 anni, tra gli 8 e i 9 anni e nell'adolescenza. Le crisi non convulsive sono anche dette piccolo male.

##### Crisi generalizzate convulsive
Le crisi convulsive generalizzate sono caratterizzate da perdita di contatto con la realtà e da contrazioni muscolari. Le crisi generalizzate convulsive possono essere suddivise in base alle diverse fasi.
Nelle crisi toniche abbiamo una contrazione tonica di tutti i muscoli, la deviazione degli occhi verso l'alto e la mascella può essere fortemente serrata. L'improvvisa insorgenza e l'assenza di coscienza determinano una caduta a terra del soggetto che rischia traumi da caduta in quanto non mette in atto alcun comportamento per attutire la caduta. In genere la fase tonica va da un minimo di 10 secondi a un minuto al massimo. La fase clonica invece è caratterizzata da contrazioni muscolari alternate, che aumentano di ampiezza e intensità per poi ridursi gradualmente fino al termine della crisi. La presenza di una o entrambe queste fasi definisce le diverse crisi generalizzate convulsive:
- Crisi toniche: sono a rapida insorgenza e, non presentando la fase clonica successiva, sono limitate come durata. I soggetti con una crisi tonica tendono a cadere all'indietro a causa delle contrazioni muscolari dei muscoli delle gambe. Sono frequenti nella sindrome di Lennox-Gastaut.
- Crisi atoniche: sono crisi di brevissima durata (1-2 secondi) in cui il soggetto perde il contatto con l'ambiente, perdita dell'attività muscolare e cade a terra senza attutire la caduta. A differenza della sincope in cui la perdita di conoscenza è graduale e il soggetto previene il danno da caduta ad esempio rannicchiandosi o provando ad appoggiarsi a qualcosa. La caduta a terra è generalmente in avanti[53].
- Crisi cloniche: sono caratterizzate dall'improvvisa perdita di coscienza con alternate fasi di contrazione e decontrazione muscolare. Questa alternanza ritmica di contrazioni e decontrazioni muscolari determina le convulsioni, uno dei sintomi più conosciuti dell'epilessia.
- Crisi miocloniche: caratterizzate da contrazioni muscolari rapide spesso degli arti e più raramente del tronco. Spesso le contrazioni sono bilaterali, sincrone e simmetriche. Le crisi miocloniche sono in genere a manifestazione rapida.[35]
- Crisi tonico-cloniche: rappresentano la più conosciuta forma di epilessia, nella quale alla fase tonica segue una fase clonica. Quindi il soggetto cade a terra con la muscolatura contratta (fase tonica), per poi iniziare a passare a una fase in cui i muscoli s'irrigidiscono e si rilassano ritmicamente generando le convulsioni (fase clonica). Le crisi generalizzate tonico-cloniche sono anche conosciute come grande male epilettico

## Impatto psicosociale
L'epilessia può avere effetti negativi sul benessere sociale e psicologico. Questi effetti possono includere un isolamento sociale, la stigmatizzazione o un vero e proprio stato di disabilità. Essa può portare ad avere uno scarso rendimento scolastico e delle occupazioni lavorative mediamente inferiori. Difficoltà di apprendimento sono comuni in coloro che presentano la condizione e in particolare nei bambini epilettici. Lo stigma sociale legato all'epilessia può colpire anche l'intero nucleo famigliare del sofferente. Sul versante del comportamento l'epilessia può associarsi a disturbi dell'attenzione, e problemi di socializzazione. I genitori di persone con epilessia possono vivere con preoccupazione lo stato di salute dei figli ed esperire un elevato livello di stress in relazione alla loro sicurezza e rispetto al loro futuro e autonomia.
Alcuni ulteriori disturbi si verificano più frequentemente nelle persone con epilessia, a seconda della condizione presente. Questi possono includere la depressione, l'ansia e l'emicrania. Il disturbo da deficit di attenzione/iperattività (ADHD) colpisce da tre a cinque volte di più i bambini con epilessia rispetto a quelli della popolazione in generale. La compresenza di ADHD e di epilessia comportano conseguenze significative sul comportamento di un bambino, sulla sua capacità di apprendimento e sul suo sviluppo sociale. L'epilessia si presenta più frequentemente nei pazienti con un disturbo dello spettro autistico.

## Diagnostica

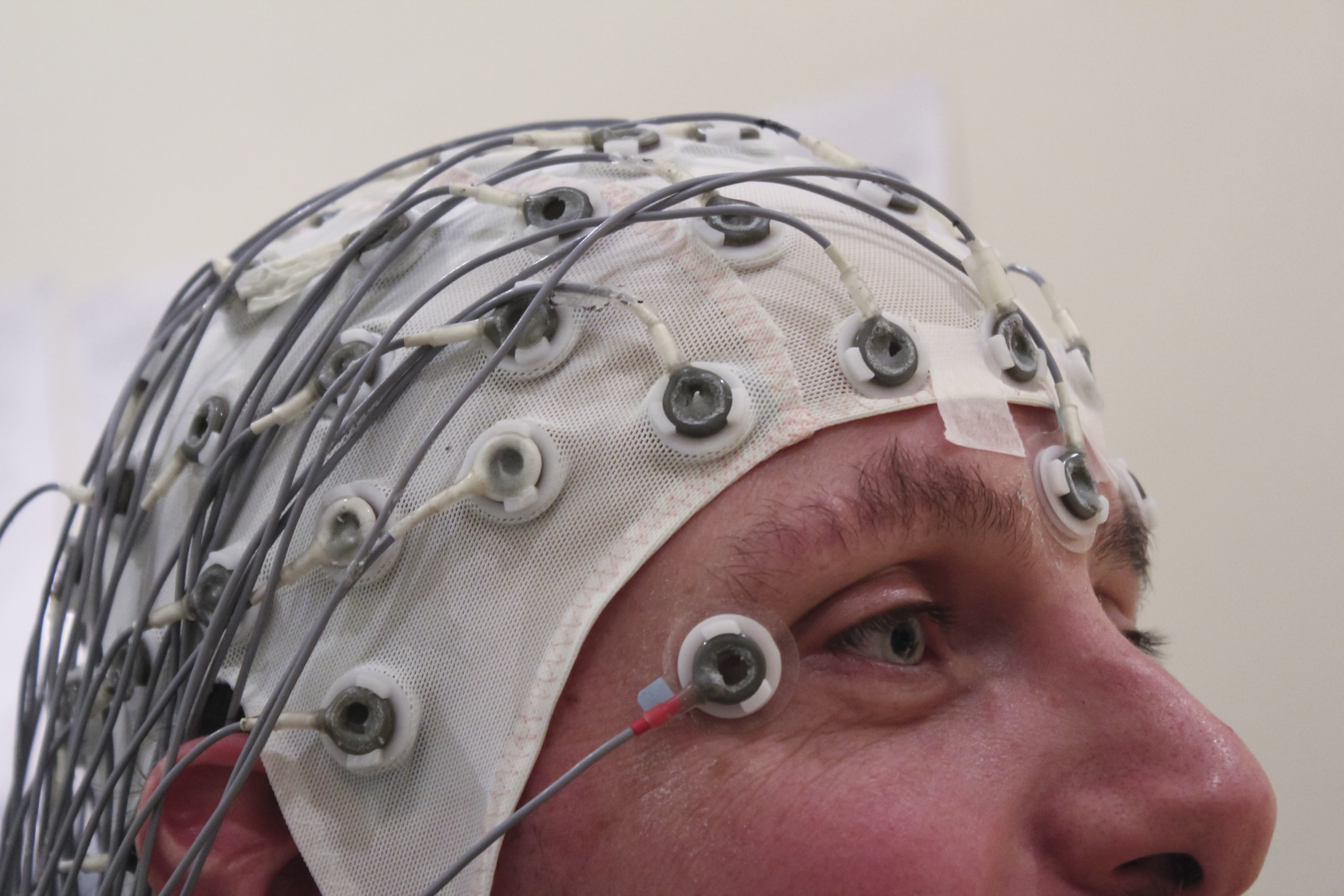
Un paziente si sottopone a un elettroencefalogramma

La diagnosi di epilessia viene tipicamente formulata in base alla descrizione dell'evento convulsivo e delle circostanze in cui è avvenuto. Il ricorso a un elettroencefalogramma e a tecniche di neuroimaging fanno di solito parte degli esami di approfondimento. Sebbene si tenti di osservare una sindrome epilettica specifica, ciò non sempre risulta possibile. Una registrazione video correlata a quella dell'EEG può essere utile nei casi più complessi.

### Esami clinici

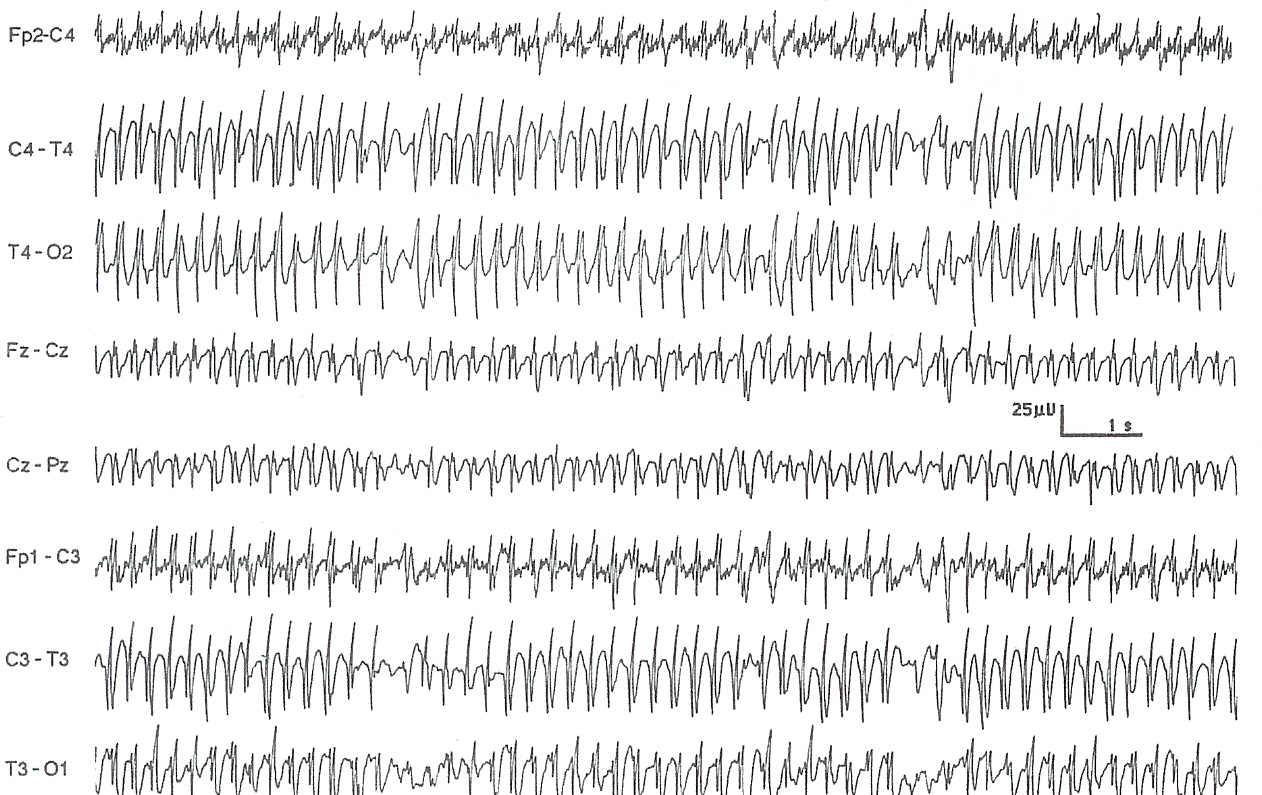
EEG in un caso di epilessia idiopatica: punte-onda generalizzate a 3 Hz

Un elettroencefalogramma (EEG) può essere d'aiuto mostrando l'attività cerebrale suggestiva di un aumento del rischio di incorrere in convulsioni. Si raccomanda solo a coloro che hanno la probabilità di avere un attacco epilettico sulla base dei sintomi. Nella diagnosi di epilessia, l'elettroencefalografia può aiutare a distinguere il tipo di attacco o la sindrome presente. Non può essere utilizzato per escludere la diagnosi e può dare falso positivo nei pazienti senza la malattia. In alcune situazioni può essere utile eseguire l'EEG quando il paziente dorme o in privazione di sonno.

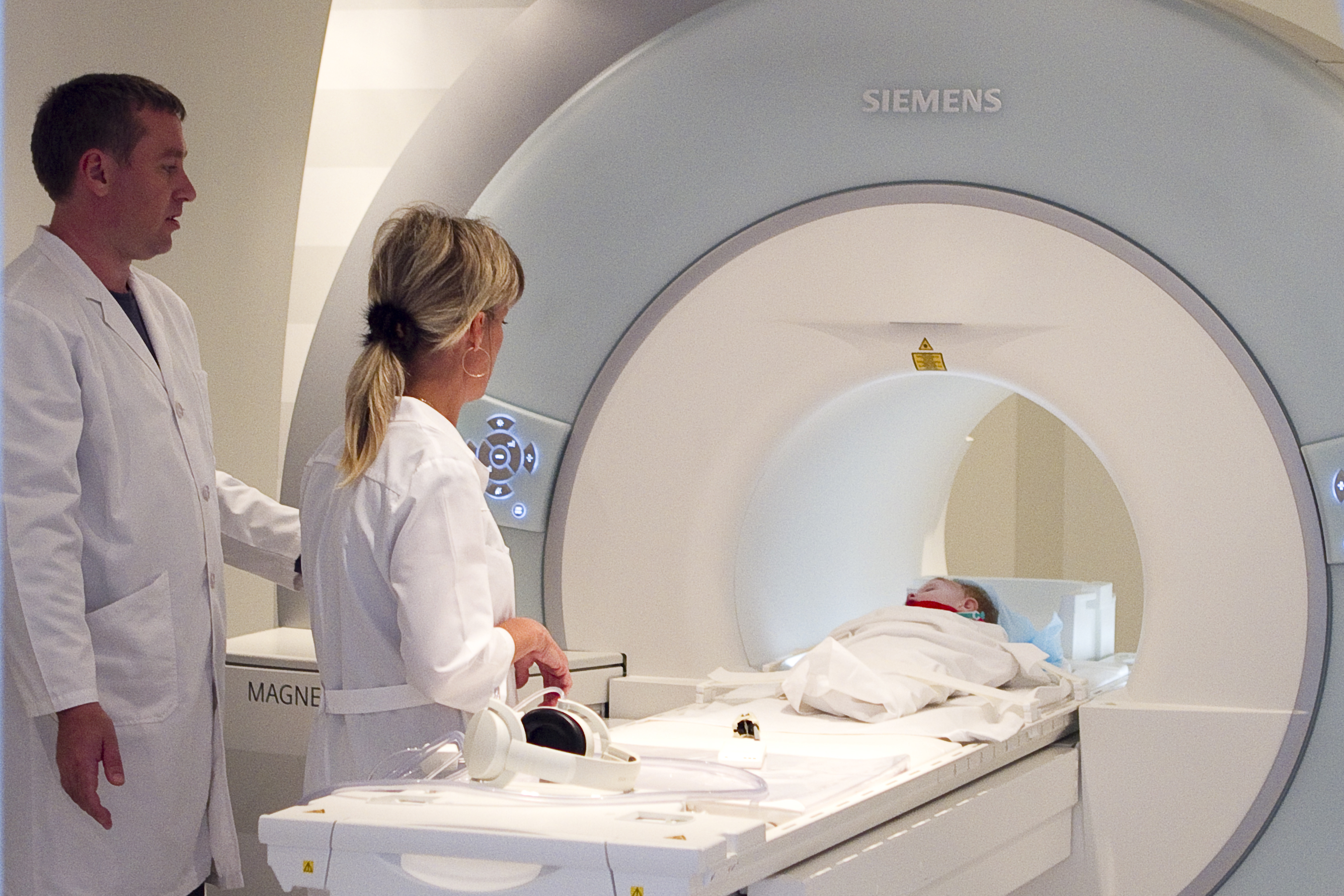
Un neonato viene posizionato dentro un'apparecchiatura per risonanza magnetica, tale tecnica di imaging biomedico è molto utilizzata per lo studio del cervello

Il ricorso a tecniche di imaging biomedico, come la tomografia computerizzata (TC) e la risonanza magnetica (RM), è consigliato dopo una prima crisi non febbrile per rilevare problemi strutturali del cervello. La RM è generalmente il sistema di imaging migliore tranne quando si sospetta un'emorragia cerebrale per la quale la TC è più sensibile e più facilmente disponibile. Se chi ha avuto un attacco si presenta al pronto soccorso ma ritorna alla normalità in fretta, gli esami di imaging possono essere fatti in un secondo momento. Se una persona ha una precedente diagnosi di epilessia con precedenti immagini, il ripetere gli esami spesso non è necessario.
Negli adulti, i valori sanguigni degli elettroliti, della glicemia e dei livelli di calcio sono importanti per escludere alcune patologie come possibile causa. Un elettrocardiogramma può escludere problemi del ritmo del cuore. Una puntura lombare può essere utile per diagnosticare un'infezione al sistema nervoso centrale, ma solitamente non viene eseguita di routine. Nei bambini ulteriori test possono essere richiesti come l'esame delle urine e del sangue alla ricerca di possibili disturbi metabolici.
Un livello ematico elevato di prolattina entro i primi 20 minuti dopo un attacco, può essere utile per confermare una situazione epilettica in contrapposizione alla crisi psicogena non epilettica. Il livello sierico di prolattina è meno utile per individuare le crisi parziali.

### Diagnosi differenziale
Formulare una diagnosi di epilessia può essere difficile. Un certo numero di altre condizioni mediche possono presentarsi con segni e sintomi molto simili a convulsioni, compresa la sincope, l'iperventilazione, le emicranie, la narcolessia, gli attacchi di panico e le convulsioni psicogene non epilettiche (PNES). In particolare, una sincope può essere accompagnata da un breve episodio convulsivo. L'epilessia autosomica dominante notturna del lobo frontale, spesso diagnosticata scorrettamente come incubi, era inizialmente considerata una parasonnia ma in seguito fu identificata come un'epilessia.
I bambini possono avere comportamenti che sono facilmente scambiati per crisi epilettiche, ma che in realtà non lo sono. Questi includono spasmi affettivi, bagnare il letto, terrori notturni, tic e mioclono. Il reflusso gastroesofageo può causare inarcamento della schiena e la torsione della testa di lato nei neonati, e ciò può essere confuso con le crisi tonico-cloniche.
La diagnosi errata è frequente e si riscontra in circa il 5%-30% dei casi. Diversi studi hanno dimostrato che in molti casi attacchi simil-epilettici resistenti al trattamento, hanno in realtà una causa cardiovascolare. Circa il 20% di coloro che si recano in ospedale per l'epilessia ha la PNES e di coloro che hanno PNES circa il 10% ha anche l'epilessia.

## Trattamento
L'epilessia è solitamente trattata mediante l'assunzione giornaliera di farmaci, prescritti dopo il verificarsi di una seconda crisi, ma per i soggetti ad alto rischio la terapia farmacologica può essere utilizzata fin dall'esordio. In alcuni casi, una dieta speciale, l'impianto di un neurostimolatore o un intervento di neurochirurgia possono essere proposti.
La terapia genica è stata studiata in alcuni tipi di epilessia. L'utilizzo di farmaci che alterano la funzione immunitaria, come le immunoglobuline per via endovenosa, sono scarsamente supportati da prove.
La radiochirurgia stereotassica non invasiva, al 2012, è comparata alla chirurgia standard per alcuni tipi di epilessia.

### Primo soccorso
Mettere le persone con una crisi tonico-clonica attiva nella posizione laterale di sicurezza aiuta a prevenire l'inalazione di liquidi nei polmoni. Mettere le dita in bocca o inserire un abbassalingua non è raccomandato in quanto potrebbe causare vomito o far sì che il soccorritore venga morso. Gli interventi dovrebbero essere tesi a evitare traumi, tuttavia non sono generalmente necessarie precauzioni per la colonna vertebrale.
Se un attacco dura più di 5 minuti o vi sono due attacchi nell'arco di un'ora senza che vi sia nel mezzo un ritorno a un livello normale di coscienza, si ritiene che vi sia un'emergenza medica conosciuta come "stato di male epilettico". Questa situazione può necessitare di assistenza medica per mantenere protetta la pervietà delle vie aeree. Il farmaco che si può utilizzare autonomamente più utilizzato per un attacco di lunga durata è il midazolam per os, mentre il diazepam può anche essere somministrato per via rettale. In ospedale viene preferito il lorazepam per via endovenosa. Se due dosi di benzodiazepine non risultano efficaci, altri farmaci come la fenitoina possono essere utilizzati. Lo stato di male epilettico convulsivo che non risponde al trattamento iniziale tipicamente richiede il ricovero in un reparto di terapia intensiva e il trattamento con farmaci importanti come il tiopental sodico o il propofol.

### Farmaci anticonvulsivi

Formula chimica della fenitoina, un farmaco antiepilettico

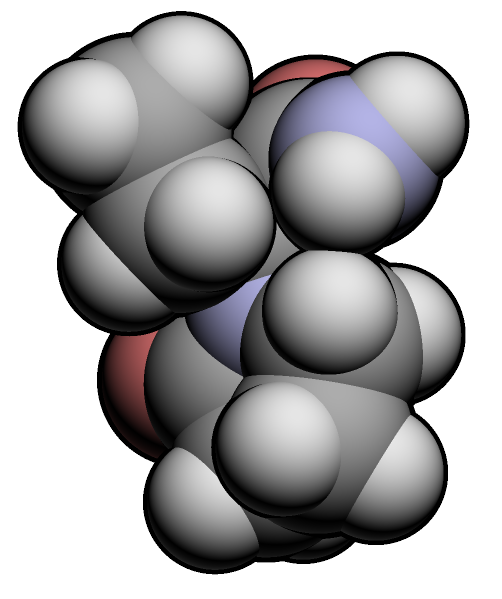
Rappresentazione tridimensionale di una molecola di levetiracetam

Farmaci anticonvulsivanti costituiscono il trattamento principale per l'epilessia e spesso devono essere assunti per tutta la vita. La scelta del principio attivo si basa sul tipo di crisi, sulla presenza della sindrome di epilessia, sugli altri farmaci prescritti, sugli altri problemi di salute e sull'età e lo stile di vita della persona. Inizialmente è consigliato un unico farmaco e se questo non risulta efficace, o comporta gravi effetti collaterali, si prova a cambiare. L'assunzione di due farmaci contemporaneamente è consigliata solo se il singolo non fornisce risultati. In circa la metà, già la prima prescrizione risulta efficace; nel 13% dei casi è necessario provare un secondo principio attivo, mentre il 4% dei pazienti necessita di assumere due agenti contemporaneamente. Per il circa 30% delle persone gli attacchi permangono nonostante il trattamento farmacologico.
Vi sono un certo numero di farmaci disponibili che sembrano essere ugualmente efficaci, sia per le crisi parziali sia per quelle generalizzate: fenitoina, carbamazepina e valproato. La carbamazepina a rilascio controllato sembra funzionare come la carbamazepina a rilascio immediato e può comportare meno effetti collaterali. Nel Regno Unito, la carbamazepina o la lamotrigina sono raccomandati come trattamento di prima linea per le crisi parziali, con levetiracetam e valproato come seconda scelta per gli alti costi e gli effetti collaterali. Per le crisi generalizzate il valproato è il farmaco raccomandato e la lamotrigina può essere considerata di seconda scelta. In coloro che accusano crisi di assenza vengono raccomandati l'etosuccimide o valproato; quest'ultimo risulta particolarmente efficace nelle crisi miocloniche e toniche o nelle convulsioni atone. Se gli attacchi appaiono ben controllati a seguito di un particolare trattamento, non è generalmente necessario controllare regolarmente i livelli di farmaco nel sangue.
L'anticonvulsivante meno costoso è il fenobarbital. L'Organizzazione mondiale della sanità lo raccomanda come trattamento di prima linea nei Paesi in via di sviluppo. La sua disponibilità può essere tuttavia difficile, in quanto alcuni Paesi lo classificano come farmaco proibito.
Gli effetti collaterali dei farmaci sono stati riportati dal 10% al 90% dei pazienti, a seconda di come sono stati raccolti i dati. La maggior parte di questi effetti sono correlati alla dose. Alcuni esempi possono essere un cambiamento di umore, depressione, aumento o perdita di peso, sonnolenza o un'andatura instabile. Alcuni farmaci hanno effetti collaterali che non sono legati al dosaggio, come eruzioni cutanee, tossicità epatica o soppressione del midollo osseo. Fino a un quarto delle persone interrompe il trattamento a causa di questi effetti avversi. Alcuni farmaci sono associati all'insorgenza di anomalie congenite, se usati durante la gravidanza. A tal proposito, il valproato risulta essere particolarmente preoccupante, soprattutto durante il primo trimestre di gestazione. Nonostante questo, il trattamento spesso non viene interrotto se giudicato efficace, poiché il rischio di epilessia non trattata è ritenuto essere maggiore del rischio del farmaco.
L'assunzione dei farmaci può essere lentamente sospesa in coloro che non hanno avuto alcun attacco per un tempo da due a quattro anni; tuttavia, circa un terzo delle persone sperimenta una ricaduta, il più delle volte durante i primi sei mesi dall'interruzione della terapia. La sospensione definitiva dai farmaci risulta possibile nel circa 70% dei bambini e nel 60% degli adulti.

### Chirurgia
Nel caso di epilessia, il ricorso alla chirurgia può essere un'opzione per gli individui con crisi epilettiche parziali che non cessano di manifestarsi nonostante l'adozione degli altri trattamenti. Prima di valutare il trattamento chirurgico è necessario provare almeno due o tre farmaci diversi. Lo scopo della chirurgia è il controllo totale delle crisi epilettiche e questo ciò può essere ottenuto nel 60-70% dei casi. Tra le procedure comuni vi sono il taglio dell'ippocampo tramite una resezione anteriore lobo temporale, la rimozione delle masse tumorali e la rimozione di alcune porzioni di neocorteccia. Alcune procedure come la callosotomia possono essere tentate per provare a ridurre il numero di crisi, piuttosto che per curare la condizione stessa. A seguito dell'intervento chirurgico, in molti casi la terapia farmacologica può essere lentamente sospesa.
Anche la neurostimolazione può essere un'opzione attuabile in coloro che non sono candidabili per la chirurgia. Tre metodiche hanno dimostrato di essere efficaci in coloro che non rispondono ai farmaci: la stimolazione del nervo vago, la stimolazione talamica anteriore e la stimolazione di risposta ad anello chiuso.

### Dieta
Una dieta chetogenica (alto contenuto di grassi, basso contenuto di carboidrati, proteine adeguate) sembra diminuire il numero di attacchi della metà in circa il 30-40% dei bambini. Si tratta di una scelta ragionevole in coloro che hanno l'epilessia senza aver riscontrato miglioramenti con il trattamento farmacologico e a cui è precluso l'intervento chirurgico. Circa il 10% di essi seguono la dieta per alcuni anni per poi abbandonarla per via dell'inefficacia e dei problemi nella tollerabilità. Gli effetti collaterali includono problemi allo stomaco e intestinali, riscontrati nel 30% dei pazienti, e vi sono preoccupazioni a lungo termine per il verificarsi di possibili malattie cardiache. Diete meno radicali sono più facili da tollerare e possono essere altrettanto efficaci. Non è ben chiaro il motivo per cui questa dieta possa funzionare. L'attività fisica è stata proposta come probabilmente utile per prevenire le crisi, e alcuni dati forniscono un certo sostegno a tale teoria.

### Interventi psicologici
Gli interventi psicologici non hanno raggiunto livelli di evidenza tali da essere consigliati nel trattamento delle crisi epilettiche.

### Medicina alternativa
La medicina alternativa, tra cui l'agopuntura, l'assunzione continua di vitamine, e la pratica dello yoga, non hanno alcuna prova affidabile a sostegno per essere consigliate nel caso di epilessia. Anche l'uso di melatonina non trova riscontro.

## Prognosi
nessun dato
     meno di 50
     50-72,5
     72,5-95
     95-117,5
     117,5-140
     140-162,5
     162,5-185
     185-207,5
     207,5-230
     230-252,5
     252,5-275
     più di 275

Disability-adjusted life year relativa a epilessia per 100 000 abitanti nel 2002.
nessun dato
meno di 50
50-72,5
72,5-95
95-117,5
117,5-140
140-162,5
162,5-185
185-207,5
207,5-230
230-252,5
252,5-275
più di 275

Solitamente l'epilessia non può essere curata ma i farmaci sono in grado di controllare gli attacchi in modo efficace in circa il 70% dei casi. Coloro che hanno crisi generalizzate in più dell'80% dei casi possono essere ben controllati con i farmaci, mentre ciò si verifica solo nel 50% di persone con crisi parziali.
Al di là dei sintomi delle malattie di base che può essere alla base di una parte degli eventi epilettici, le persone con epilessia sono a maggior rischio di morte per quattro problemi principali: stato di male epilettico, suicidio associato alla depressione, traumi da convulsioni e morte improvvisa da epilessia (SUDEP). Quelli a più alto rischio di decesso presentano alla base danni neurologici e crisi epilettiche scarsamente controllate, in genere quelli con sindromi epilettiche più benigne vedono un minor rischio di morte.
Uno studio del National Sentinel Audit of Epilepsy-Related Deaths, ha attirato l'attenzione su questo importante problema. Esso ha rivelato che "1 000 morti si verificano ogni anno nel Regno Unito a causa dell'epilessia e la maggior parte di essi sono associati a crisi epilettiche e il 42% dei decessi erano potenzialmente evitabili".
Alcuni disturbi sembrano verificarsi con maggior incidenza nelle persone affette da epilessia. Essi includono: depressione, stato d'ansia, emicrania, infertilità e bassa libido sessuale. Il disturbo da deficit di attenzione/iperattività (ADHD) colpisce i bambini epilettici da tre a cinque volte di più rispetto ai bambini della popolazione generale. L'ADHD e l'epilessia possono avere significative conseguenze per il comportamento di un bambino, nel suo apprendimento e nella sua vita sociale. L'epilessia è comune nell'autismo.

### Mortalità
Le persone con epilessia hanno un aumento del rischio di morte. Tale aumento si stima sia compreso tra le 1,6 e 4,1 volte superiore alla popolazione generale ed è spesso legata alle cause della crisi, allo stato epilettico, al suicidio, ai traumi e SUDEP. Il decesso, nel caso di stato di male epilettico, è dovuto principalmente a un problema di fondo come la mancanza dei farmaci necessari. Il rischio di suicidio è aumentato da due a sei volte in coloro che hanno l'epilessia. La SUDEP sembra essere in parte legata alla frequenza delle crisi generalizzate tonico-cloniche e rappresenta circa il 15% dei decessi legati all'epilessia. Non è chiaro come poter diminuire il rischio. Il maggior incremento della mortalità da epilessia è tra gli anziani. Coloro con epilessia a causa sconosciuta hanno un rischio aumentato di poco. Nel Regno Unito si stima che il 40-60% dei decessi sia evitabile. Nel mondo in via di sviluppo molte morti sono dovute a casi di epilessia non trattati adeguatamente.

## Prevenzione
Nel 2011 è stato sviluppato un sistema efficace per tentare di prevedere le crisi epilettiche in base all'analisi dell'EEG. Il modello Kindling, dove vengono effettuate ripetute esposizioni a eventi che potrebbero causare crisi epilettiche. È stato utilizzato su animali per studiare il fenomeno.

## Società e cultura

### Stigmatizzazione
In tutto il mondo, coloro che soffrono di epilessia comunemente vivono una certa stigmatizzazione sociale e la condizione può colpire le persone economicamente, socialmente e culturalmente. In India e in Cina l'epilessia può essere utilizzata come giustificazione per negare il matrimonio. In alcuni Paesi alcuni ancora ritengono che gli epilettici siano posseduti. In Tanzania, come in altre parti dell'Africa, l'epilessia è associata a possessione da parte di spiriti maligni, alla stregoneria o a avvelenamenti e per molti è ritenuta una condizione contagiosa. Prima del 1970 il Regno Unito aveva leggi che impedivano alle persone con epilessia di sposarsi. La paura della stigmatizzazione può portare a negare ad alcune persone di aver avuto crisi epilettiche. Il film italiano "Il grande cocomero" ben rappresenta l'epilessia e lo stigma sociale legato ad essa.

### Aspetti economici
L'epilessia comporta costi economici diretti, nei soli Stati Uniti, di circa un miliardo di dollari. Nel 2004 è stato stimato che in Europa tale costo sia pari a circa 15,5 miliardi di euro, Si ritiene che in India l'epilessia comporti costi per 1,7 miliardi di dollari, pari allo 0,5% del PIL del paese. Gli attacchi epilettici sono causa di circa l'1% degli accessi al pronto soccorso (2% per i servizi di emergenza pediatrici) negli Stati Uniti.

### Guida di veicoli
Si ritiene che coloro che soffrono di epilessia abbiano circa il doppio del rischio di essere coinvolti in un incidente stradale e quindi in molte aree del mondo essi non sono autorizzati a guidare o lo sono solo se vengono soddisfatte determinate condizioni. In alcuni Paesi i medici sono tenuti per legge a segnalare alle autorità che rilasciano le licenze di guida se un proprio assistito ha avuto un attacco epilettico. I Paesi che richiedono ciò sono la Svezia, l'Austria, la Danimarca e la Spagna. I Paesi che richiedono invece che sia il singolo paziente a segnalare il proprio stato sono l'Irlanda, il Regno Unito e la Nuova Zelanda. In Canada, negli Stati Uniti e in Australia le prescrizioni circa la segnalazione variano a seconda della provincia o dello Stato. Se gli attacchi risultano ben controllati, nella maggior parte dei casi è ragionevole permettere al pazienti di guidare. Il tempo per cui una persona deve essere priva da crisi epilettiche prima che possa guidare varia da Paese a Paese. Molti richiedono un periodo che può variare da uno a tre anni, senza che si sia verificato alcun attacco. Negli Stati Uniti il tempo necessario è determinato da ciascuno Stato ed è fra tre mesi e un anno.
Agli individui con epilessia o attacchi di convulsioni viene tipicamente negata una licenza di pilota d'aerei. In Canada, se un individuo ha avuto non più di una crisi, dopo cinque anni può ottenere una licenza limitata, se tutti gli altri test risultano normali. Anche coloro che hanno avuto attacchi epilettici in seguito a stati febbrili o assunzione di droghe, possono vedersi negata la licenza. Negli Stati Uniti, la Federal Aviation Administration non permette a coloro che soffrono di epilessia di ottenere una licenza di pilota commerciale. Rare eccezioni possono essere fatte per le persone che hanno avuto un attacco isolato o convulsioni febbrili e non hanno avuto altri episodi in età adulta senza l'assunzione di farmaci. Nel Regno Unito, una licenza di pilota privato completa richiede gli stessi standard di una patente di guida professionale. Ciò richiede un periodo di dieci anni senza alcun attacco e senza che vi sia una terapia farmacologica in atto. Coloro che non soddisfano questo requisito possono acquisire, tuttavia, una licenza limitata, se non hanno avuto alcun attacco per cinque anni.

### Organizzazioni di supporto
Sono state fondate alcune organizzazioni che si occupano di fornire sostegno alle persone e alle famiglie colpite dall'epilessia. La campagna Out of the Shadows è uno sforzo congiunto da parte dell'Organizzazione mondiale della sanità, dell'International League Against Epilepsy e l'International Bureau for Epilepsy, e fornisce assistenza a livello internazionale. Il Joint Epilepsy Council serves serve il Regno Unito e l'Irlanda, mentre negli Stati Uniti, l'Epilepsy Foundation lavora per aumentare l'accettazione di coloro che soffrono della malattia, di aumentare la loro capacità di vivere nella società e di promuovere la ricerca di una cura. Tale fondazione organizza anche gruppi di sostegno. In Italia opera l'Associazione Italiana Contro l'Epilessia (AICE).

## Negli animali
L'epilessia si riscontra anche in un certo numero di animali, compresi cani, dove rappresenta il disturbo cerebrale più comune, e nei gatti. Tipicamente viene trattata con anticonvulsivanti, come il fenobarbital o il bromuro nei cani e il solo fenobarbital nei gatti. Mentre le crisi generalizzate nei cavalli sono abbastanza facili da diagnosticare, può essere più difficile nel caso di crisi epilettiche non generalizzate e il ricorso a un EEG può essere utile.